# Наваф ел Темјат
Наваф ел Темјат (Ријад, Саудијска Арабија, 28. јун 1976) бивши је саудијски фудбалер који је играо на позицији везног играча.
Маркос Пакета, селектор репрезентације Саудијске Арабије, уврстио је Навафа ел Темјата у тим за Светско првенство у фудбалу 2006. у Немачкој.